# Котов, Пётр Георгиевич
Пётр Георгиевич Котов (10 января 1924 — 27 января 1997) — советский хоккеист и футболист. Брат Николая Котова.

## Карьера

### Футбольная
С 1946 по 1948 годы выступал за московский клуб «Крылья Советов», провёл 9 матчей в высшей лиге. В 1951 году играл за клубную команду ВВС в соревнованиях коллективов физкультуры.

### Хоккейная
В возрасте четырнадцати лет вошёл в состав клуба «Старт», где начал играть в хоккей с мячом. С 1942 по 1947 год играл в за «Крылья Советов». В 1946 году стал финалистом Кубка СССР по хоккею с мячом.
В 1947 году начал карьеру в качестве игрока в хоккей с шайбой. С 1947 по 1950 год играл в ХК «Крылья Советов», с 1950 по 1953 годы играл в ХК ВВС, с 1953 по 1957 годы вновь играл за «Крылья Советов». В период с 1951 по 1953 гг. и в 1957 году становился чемпионом СССР по хоккею с шайбой. Провёл свыше 170 матчей и забил более 60 шайб в ворота. В 1952 году стал обладателем Кубка СССР. Выступал за сборные Москвы и СССР по хоккею с шайбой, сыграл 13 матчей и забросил 8 шайб. С тонкостью понимал смысл игры, умел находить нестандартные ходы, а также очень сильно обводил соперников и чувствовал партнёров команды.
В 1958 году окончил школу тренеров при ГЦОЛИФК.
Некоторое время тренировал хоккеистов Казани. Был тренером команд в Подольске, Рыбинске и Рязани.
С 1970 года до ухода на пенсию работал в одном спортивном обществе Москвы инструктором физкультуры.
Скончался 27 января 1997 года, спустя 17 дней после празднования своего 73-летия.